# Борзикін Михайло Володимирович
Михайло Володимирович Борзикін (нар.. 27 травня 1962, П'ятигорськ) — радянський і російський рок-музикант, співак, композитор. Засновник і незмінний учасник групи «Телевізор».

## Біографія

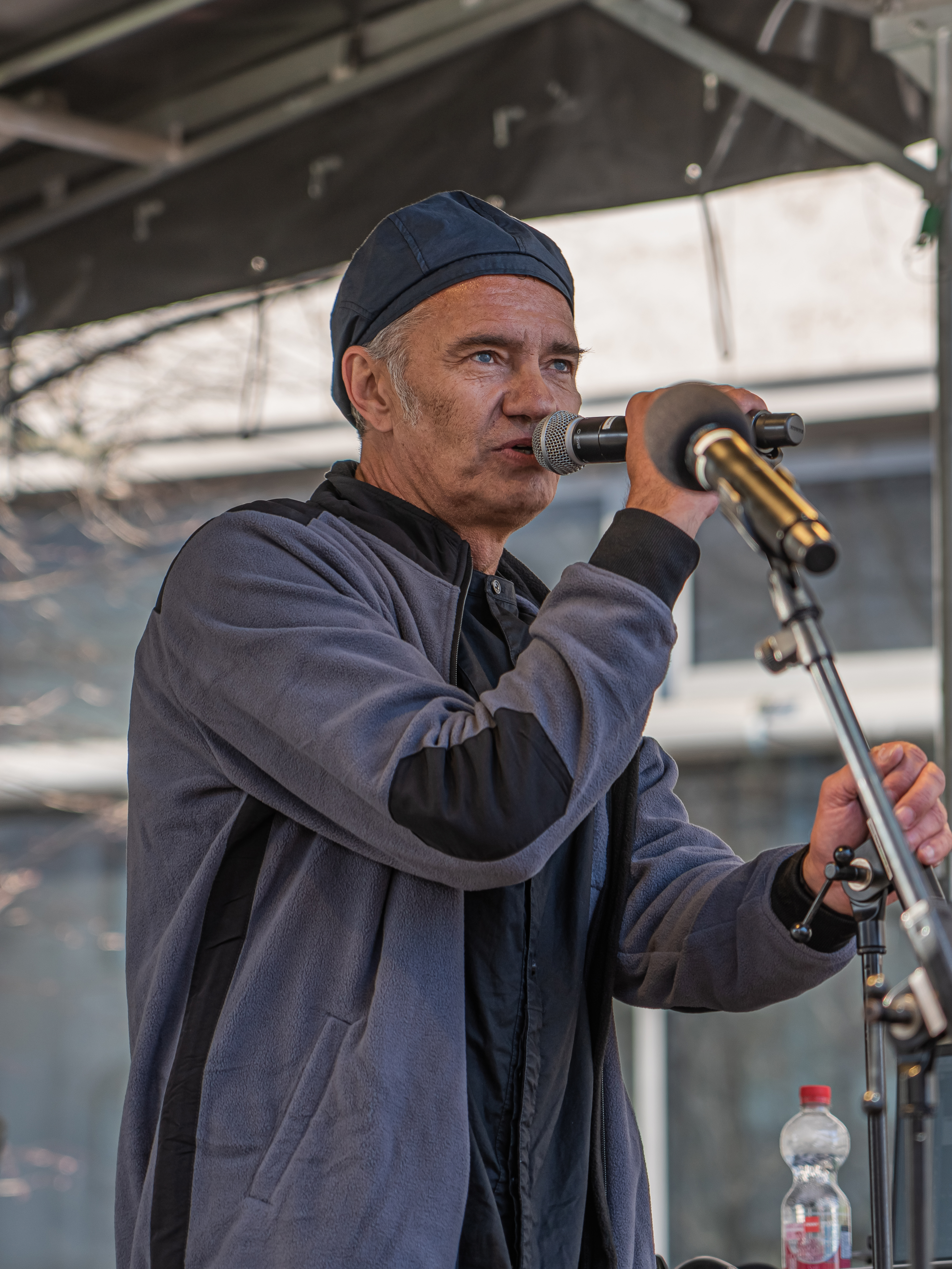
Михайло Борзикін під час концерту (2024)

Михайло Борзикін народився в П'ятигорську. На початку 1970-х років переїхав до Ленінграда. Навчаючись в «англійській» спецшколі, став цікавитися західної рок-музикою. Починаючи зі старших класів грав в аматорських рок-групах. По закінченні школи вступив (з другої спроби) на англійське відділення філологічного факультету Ленінградського університету імені Андрія Жданова (1980). В лютому-березні 1984 року разом з двома музикантами, які раніше грали з ним в артрок-групі «Озеро», заснував нову рок-групу, що отримала назву «Телевізор».
У травні того ж 1984 року «Телевізор» стає одним з лауреатів II Ленінградського рок-фестивалю, а Михайло Борзикін визнається фестивальним журі кращим автором текстів пісень.
Влітку 1984 року був відрахований з четвертого курсу ЛДУ з формулюванням «за академічну неуспішність» і з тих пір цілком присвятив себе заняття рок-музикою.
У 1986 році, ще задовго до реального початку горбачовської перебудови, Борзикін став першим вітчизняним рок-музикантом, що почав виконувати так звані «незалітовані» (тобто не дозволені владою до публічного виконання) пісні, тексти яких мали яскраво виражену гостросоціальну, протестну — і, по суті, антирадянську спрямованість. Кушнір Олександр у своїй книзі «100 магнітоальбомів радянського року» називав його Маяковським від року. Пісня Михайла Борзикіна «Твій Тато — Фашист», що вперше прозвучала зі сцени в лютому 1987 року і присвячена тим, хто, за словами Борзикіна, «здійснював мозкову кастрацію і агресивно реагував на будь-які прояви змін», на багато наступних років стала «візитною карткою» групи «Телевізор».
Все подальше життя і діяльність Михайла Борзикіна нерозривно пов'язана з його групою. В історії «Телевізора» бували моменти, коли Борзикін фактично залишався єдиним учасником групи; при цьому він ніколи офіційно не оголошував про розпад колективу.
Зараз Михайло Борзикін разом зі своєю групою регулярно дає концерти — в основному, в Санкт-Петербурзі та Москві.
25 квітня 2009 року «Телевізор» відзначив своє 25-річчя великим сольним концертом у Санкт-Петербурзі, в якому взяли участь також і музиканти з його колишніх складів: Олександр Бєляєв (гітарист першого складу), Олексій Рацен (барабанщик з другого складу) і Костянтин «Кіт» Шумайлов (клавішник з третього складу, що грав також з Михайлом Борзикінім дуетом у середині 1990-х років). У той же день у продаж в Санкт-Петербурзі і в Москві надійшов новий студійний альбом під назвою «Дежавю» — перший за останні чотири роки.
У 2010 році вийшов у продаж перший DVD групи «XXV років в одному човні», записаний на концерті в ДК Лєнсовета 25 квітня 2009 року. 17 квітня 2010 року в петербурзькому клубі «Орландіна» відбувся концерт-презентація нового релізу. Влітку 2010 року Михайло Борзикін бере участь у врученні премії «Степовий Вовк» в ЦДХ у Москві, відкритому концерті в Ярославлі.

### Сольне виконання
| №  | Песня                              | Альбом              |
| -- | ---------------------------------- | ------------------- |
| 1  | «Город»                            | «Шествие рыб»       |
| 2  | «Я не виноват»                     | «Шествие рыб»       |
| 3  | «Цветные сны»                      | «Шествие рыб»       |
| 4  | «Товарищ Сухов»                    | «Шествие рыб»       |
| 5  | «Кто ты?»                          | «Отечество иллюзий» |
| 6  | «Шанс»                             | «Дым-туман»         |
| 7  | «Гости»                            | «Дым-туман»         |
| 8  | «Я у вольных, у небес»             | «Дым-туман»         |
| 9  | «Муха-блюз»                        | «Двое»              |
| 10 | «Ты на пути в Чикаго»              | «Двое»              |
| 11 | «Листик»                           | «Двое»              |
| 12 | «Душа»                             | «Путь к успеху»     |
| 13 | «Быть бы»                          | «Путь к успеху»     |
| 14 | «Танго»                            | Перекрёсток         |
| 15 | «Заколотите подвал!»               | «Дежавю»            |
| 16 | «Две барракуды»                    | «Ихтиозавр»         |
| 17 | «Безумный тунец»                   | «Ихтиозавр»         |
| 18 | «Рыбный день»(автор А.Н. Башлачёв) |                     |
| 19 | «Красный снег»                     | «Ихтиозавр»         |
| 20 | «Ихтиозавр»                        | «Ихтиозавр»         |
| 21 | «Хороводоворот»                    | «Ихтиозавр»         |
| 22 | «А по берегам»                     | «Ихтиозавр»         |

## Дискографія
- «Хода риб» (1985)
- «Вітчизна ілюзій» (1987)
- «Музика для мертвих» (1987, виданий у 2011 році)
- «Концерт в Амстердамі» (1988, перевиданий у 2015 році)
- «Відчуження» (1989, виданий у 2014 році)
- «Мрія самогубці» (1991)
- «Дим-туман» (1992)
- «Живий» (1994)
- «Двоє» (1995)
- «Шлях до успіху» (2001)
- «Перехрестя» (2002, перевиданий у 2016 році) — сольний електроакустичний альбом Михайла Борзикіна
- «МегаМизантроп» (2004)
- «Відчуження-2005» (2005)
- «Заколотіть підвал!»(сингл) (2008)
- «Дежавю» (2009)
- «XXV років в одному човні» (концертний DVD, 2010)
- «Бути ніким»(сингл) (2014)
- «Ихтиозавр» (2016)

## Інші відомості
- Михайло Борзикін — учасник маршів незгодних і «Стратегії-31». У 2010 році він одним з перших підписав звернення «Путін повинен піти».
- Михайло Борзикін - є героєм розповіді Захара Прілепіна «Герой рок-н-ролу».
- Пісню «Діти йдуть» Борзикін написав під враженням від прочитання повісті Братів Стругацьких «Бридкі лебеді»[3].